# Robert Brun
Pour le footballeur, voir Robert Brun (football).
Robert Brun est un bibliothécaire français, né le 7 avril 1896 à Pélissanne (Bouches-du-Rhône) et décédé le 18 février 1978 à Paris (VIe arrondissement).
Ancien élève de l’École des chartes, inspecteur général des bibliothèques, officier de la Légion d'honneur, il est l'auteur de nombreux ouvrages, dont Le Livre Français, qui fut le manuel de référence pour des générations de bibliothécaires.

## Biographie
Robert Brun est reçu à l'École des chartes au concours de 1914, mais il est mobilisé dès avril 1915. Au front, il reçoit la Croix de guerre avec palme le 21 août 1917. 
Sorti major de sa promotion à la suite de sa thèse La ville de Salon au Moyen-Âge défendue devant Camille Jullian, il est membre de l'École française de Rome de 1922 à 1924, sous la direction de Jérôme Carcopino. C’est à cette occasion qu’il put mener ses recherches parmi les archives de Francesco di Marco Datini, à Prato, en Toscane.
Le 1er mai 1926, il prend ses fonctions en tant que bibliothécaire à la Bibliothèque nationale, à la suite d’André Chamson. 
Il reste pendant des années le seul bibliothécaire de ce service[Lequel ?] qu'il devait diriger jusqu'en 1944.
Il vint s'installer en mai 1944 rue de Richelieu pour veiller à la sauvegarde et, en cas de sinistre, à l'évacuation de ce qu'il pouvait rester encore à la Bibliothèque nationale d'ouvrages de la réserve. 
Il publie en 1948 la première version du Livre Français, plus général, réédité en 1969, et qui reste pour les étudiants en histoire du livre "le Brun" par excellence[source secondaire souhaitée].
Le 19 juillet 1949, il est nommé inspecteur général des bibliothèques par décret, assumant ses fonctions à partir du 1er août 1949. Les séquelles de sa blessure lors de la Grande guerre l’ont conduit à faire valoir ses droits à la retraite en 1963. Son successeur fut Maurice Caillet.

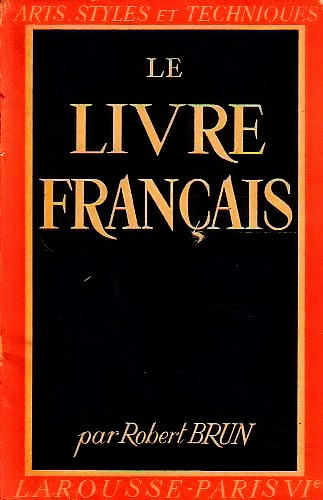
Couverture du Livre Français, Larousse - 1948

## Publications

### Livres
- La ville de Salon au Moyen Âge, 1924, accessible sur Academia

- Avignon au temps des Papes, 1928, accessible sur Academia

- Le livre illustré en France au XVIe siècle, 1930

- Les plus beaux livres du XVIe siècle, 1931

- La typographie en France au XVIe siècle, 1938

- Le Livre Français, 1948, partiellement accessible sur Google-Books

- Le Livre, les plus beaux exemplaires de la Bibliothèque Nationale, 1942

- Le livre Français illustré de la Renaissance, 1969

### Articles
- Naddino de Prato, médecin de la cour pontificale, 1923, accessible sur Persée

- La Croix de Lorraine et son emploi dans l'illustration du livre au XVIe siècle, in Arts et Métiers graphiques no 30, 1932, p. 11-17

- La Croix de Lorraine dans les bois gravés de la Renaissance, in Arts et Métiers graphiques no 32, 1932, p. 44-46

- Notes sur le commerce des objets d'art en France et principalement à Avignon à la fin du XIVe siècle, 1934, accessible sur Persée

- Un bibliophile italien à la Cour pontificale d'Avignon: Boniface Ammanati, 1935, accessible sur Gallica.

- Annales Avignonnaises de 1382 à 1410, 1935-1938, dans les Mémoires de l'Institut historique de Provence, en six livraisons I, II, III, IV, V, VI (sur Gallica)

- Notes sur le commerce des armes à Avignon au XIVe siècle, 1951, accessible sur Persée